# ヨアヒム・パティニール
ヨアヒム・パティニール（Joachim Patinir 、1480年頃 - 1524年10月5日）は初期フランドル派の画家。現在のベルギー南部（ワロニア地方）の出身で、歴史絵画、風景絵画を多く描いた。フランドルの風景画家ヘッリ・メット・デ・ブレス (Herri met de Bles) の叔父ではないかとされており、北方ルネサンス風景絵画の先駆者とみなされている。

## 概説
パティニールは現在のベルギー、ディナンかブーヴィーニュの生まれで、1515年に、その生涯のほとんどを過ごしたアントワープの聖ルカ芸術家ギルドの一員として登録されている。ブルッヘで同じ年にギルドのメンバーとして登録されたヘラルト・ダヴィトとともに修行したのではないかと考えられている。1511年にパティニールは、ダヴィト、アードリアン・イーゼンブラント (en:Adriaen Isenbrandt)とともにイタリアのジェノヴァへ旅している。

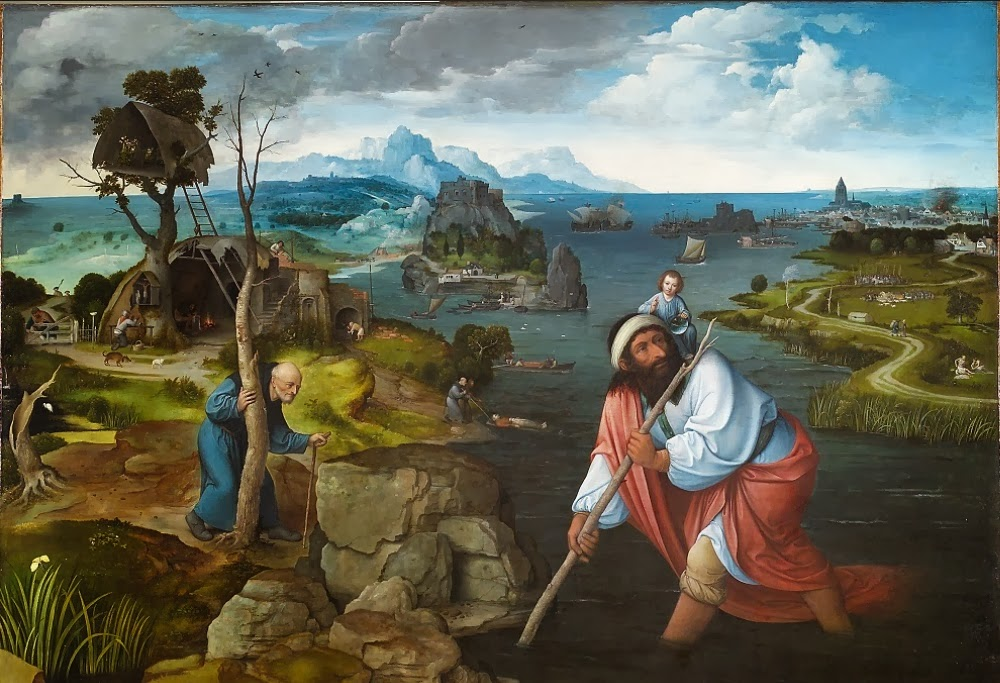
『聖クリストフォロス』、エル・エスコリアル修道院（1520年頃）

1521年にパティニールの二回目の結婚式に友人アルブレヒト・デューラーが出席し、パティニールの肖像画を描いている。デューラーはパティニールのことを「素晴らしい風景画家 er gute Landschaftmaler」と呼んでいた。パティニールの作品には広大な風景に小さな人物を描いたものが多く、なかには風景のみパティニールが描き、人物は他の画家が描き加えることもあった。このような「分業」は当時のネーデルラント絵画では普通になりつつあった。

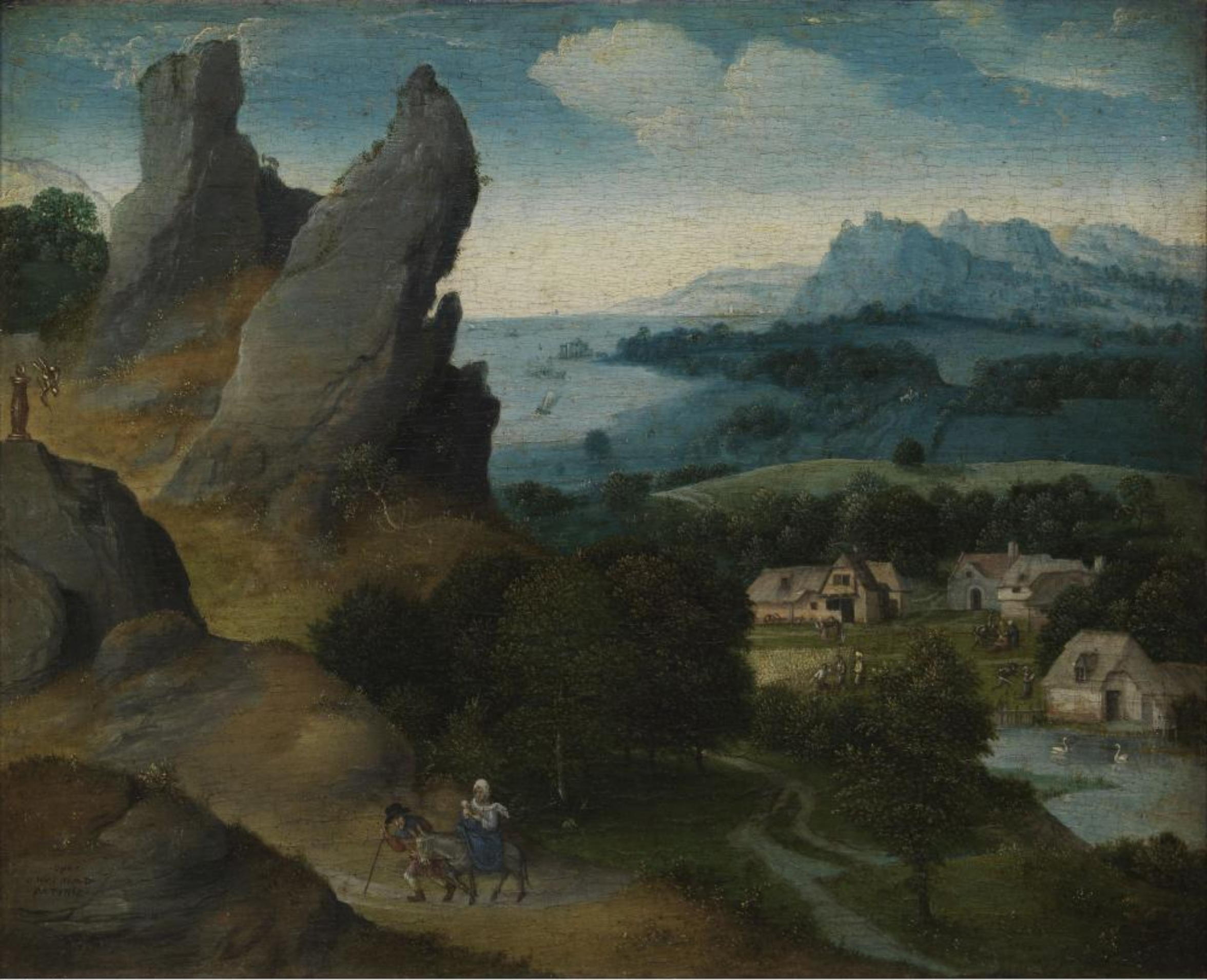
『エジプトへの逃避』、アントワープ王立美術館

パティニールの作品は、前世代で同じく広大な風景画を描いたヒエロニムス・ボスなど当時のネーデルラントの絵画に比べて大きなものが多い。パティニールの描く広大な風景は自然の詳細な観察と、叙情的な幻想とを融合させたさせたもので、もっとも好適な例としてアントワープ王立美術館所蔵の『エジプトへの逃避 (The Flight into Egypt)』があげられる。風景に描かれている岩はパティニールの故郷ディナンの実際の風景と比べて、より壮大で鮮烈なものとなっている。緑色と青色の色調変化を使うことによって遠近感を出し、広々とした空間を表現していることも特徴としてあげることができる。

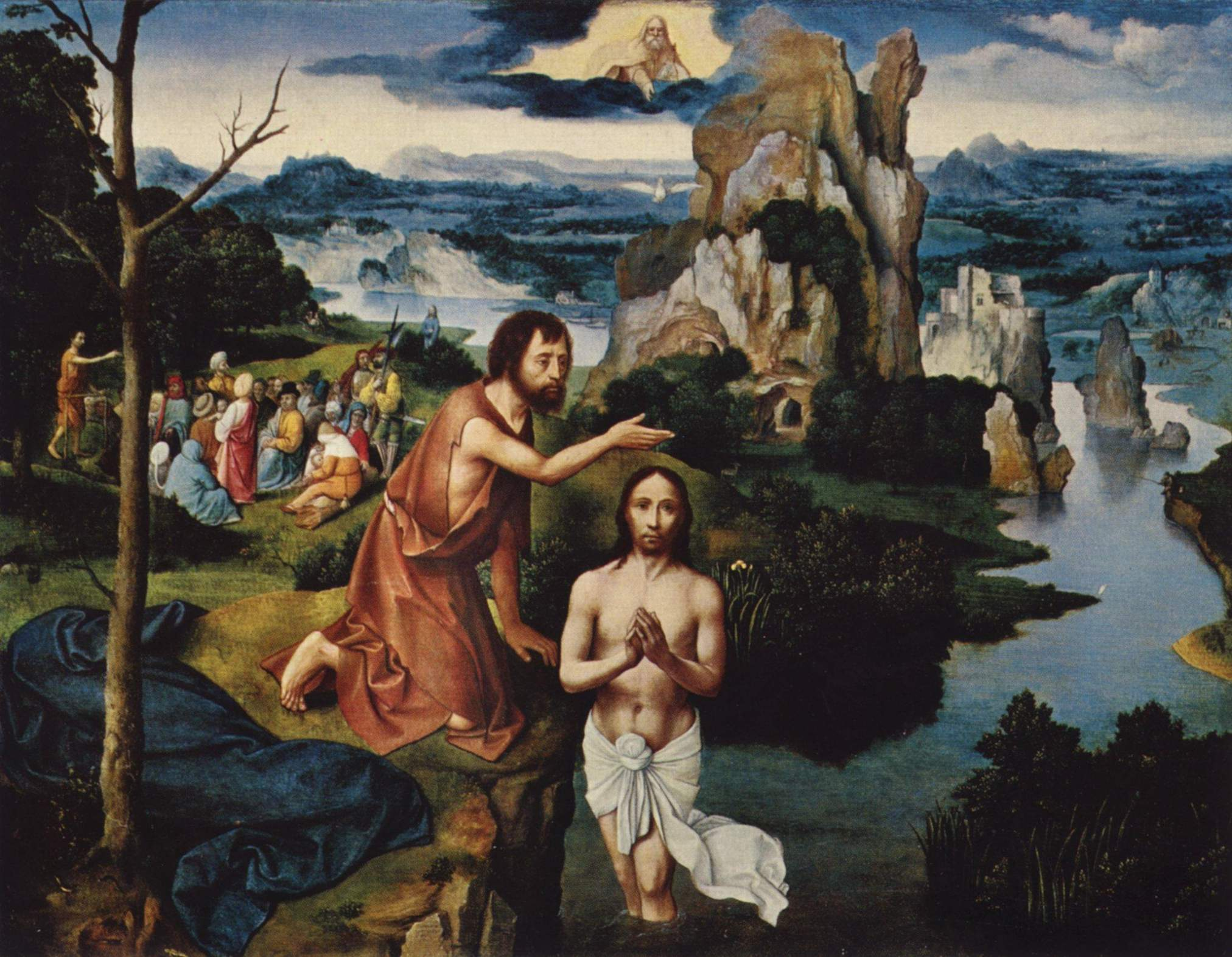
『キリストの洗礼』、ウィーン美術史美術館（1515年 - 1524年）

ほかの作品例として『聖ヒエロニムスのいる風景』、『エジプト逃避途上の休息 (The Rest on the Flight into Egypt)』（ともにプラド美術館。プラド美術館は合わせて4枚のパティニールの絵画を所蔵しており、うち2枚にはパティニールのサインがある）、『キリストの洗礼 (The Baptism of Christ)』（ウィーン美術史美術館）、『パトモス島の聖ヨハネ (St. John at Patmo)』（ロンドン・ナショナル・ギャラリー。パティニールの工房作）、『羊飼いのいる風景 (Landscape with the Shepherds)』（アントワープ王立美術館）、『エジプト逃避途上の休息 (The Rest on the Flight into Egypt)』（ミネアポリス美術館）などがある。他にパティニールの作品ではないかとされている『悔悛する聖ヒエロニムス (The Penitence of St. Jerome)』と呼ばれる三連祭壇画などもある。

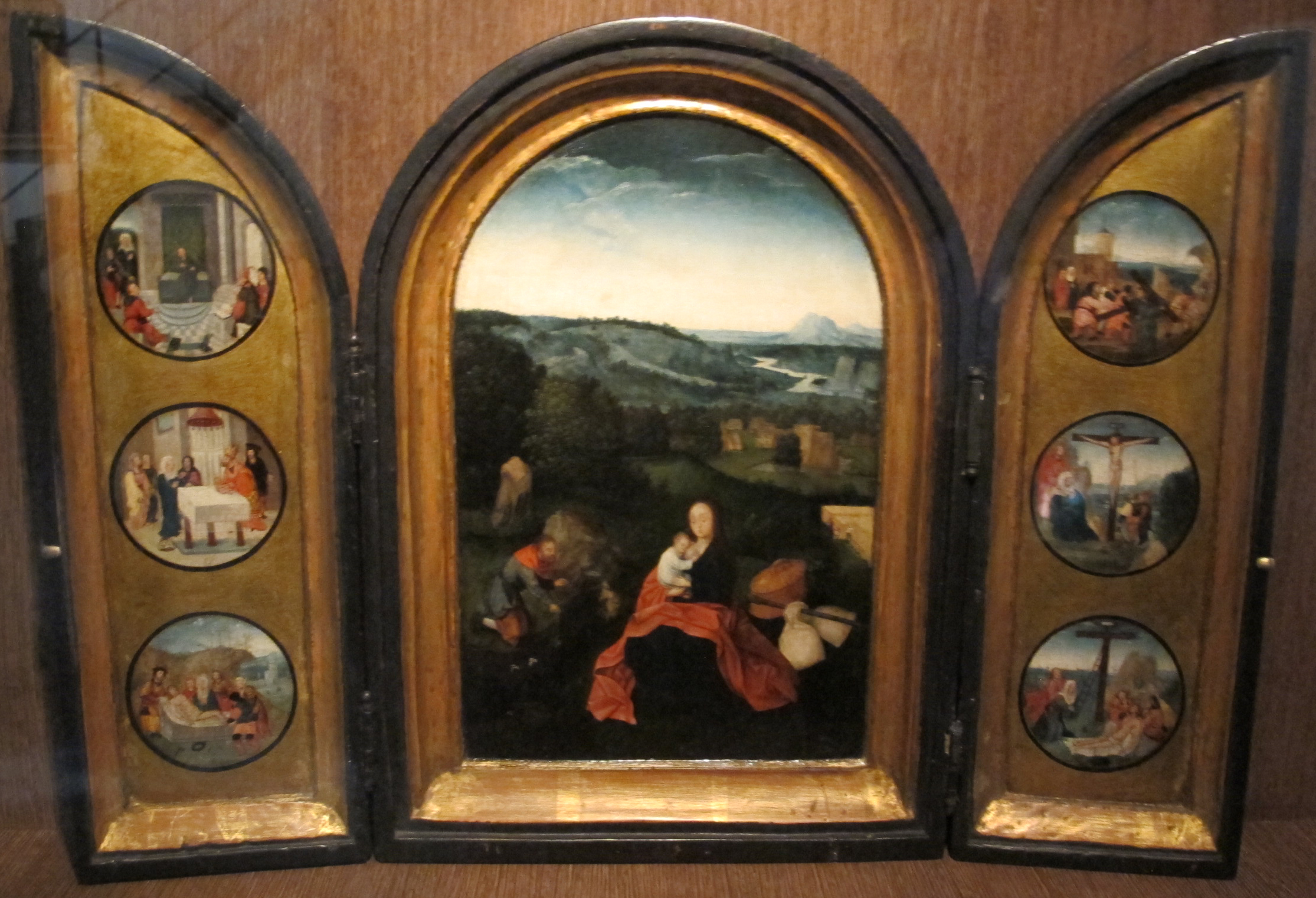
パティニール（派）『三連祭壇画：エジプト逃避途上の休息』、国立西洋美術館

パティニールのサインが残っている作品はわずかに5枚しかないが、まず間違いなくパティニールあるいはパティニールの工房の作品であるとされている作品は多い。残っているサインの一つは「(Opus) Joachim D. Patinier」と読むことができる。サイン中の大文字の「D」は「ディナンの Dionantensis」を意味し、パティニールの故郷がディナンであることの証明と考えられている。プラド美術館ではパティニールあるいはパティニールの工房作の絵画21点を展示したことがある。しかし所蔵目録に記載されている、残り8枚の絵は展示されなかった。
パティニールは独立した分野としての風景絵画の先駆者であり、フランドルでは最初の風景画家で第一人者であると自負していた。パティニールはデューラーだけではなく、クエンティン・マサイスとも友人で、共同で絵画を制作することがあった。プラド美術館所蔵の『聖アントニウスの誘惑 (The Temptation of St Anthony) 』はマサイスとともに制作したもので、パティニールが風景を、マサイスが人物を描いている。同年代の画家で、同じく風景絵画の先駆者といえるアルブレヒト・アルトドルファーがいるが、パティニールの風景画とは作風がまったく異なっていた。
パティニールは1524年にアントワープで死去し、友人だったクエンティン・マサイスが残された子供たちの後見人となっている。

## ステュクス川を渡るカロンのいる風景

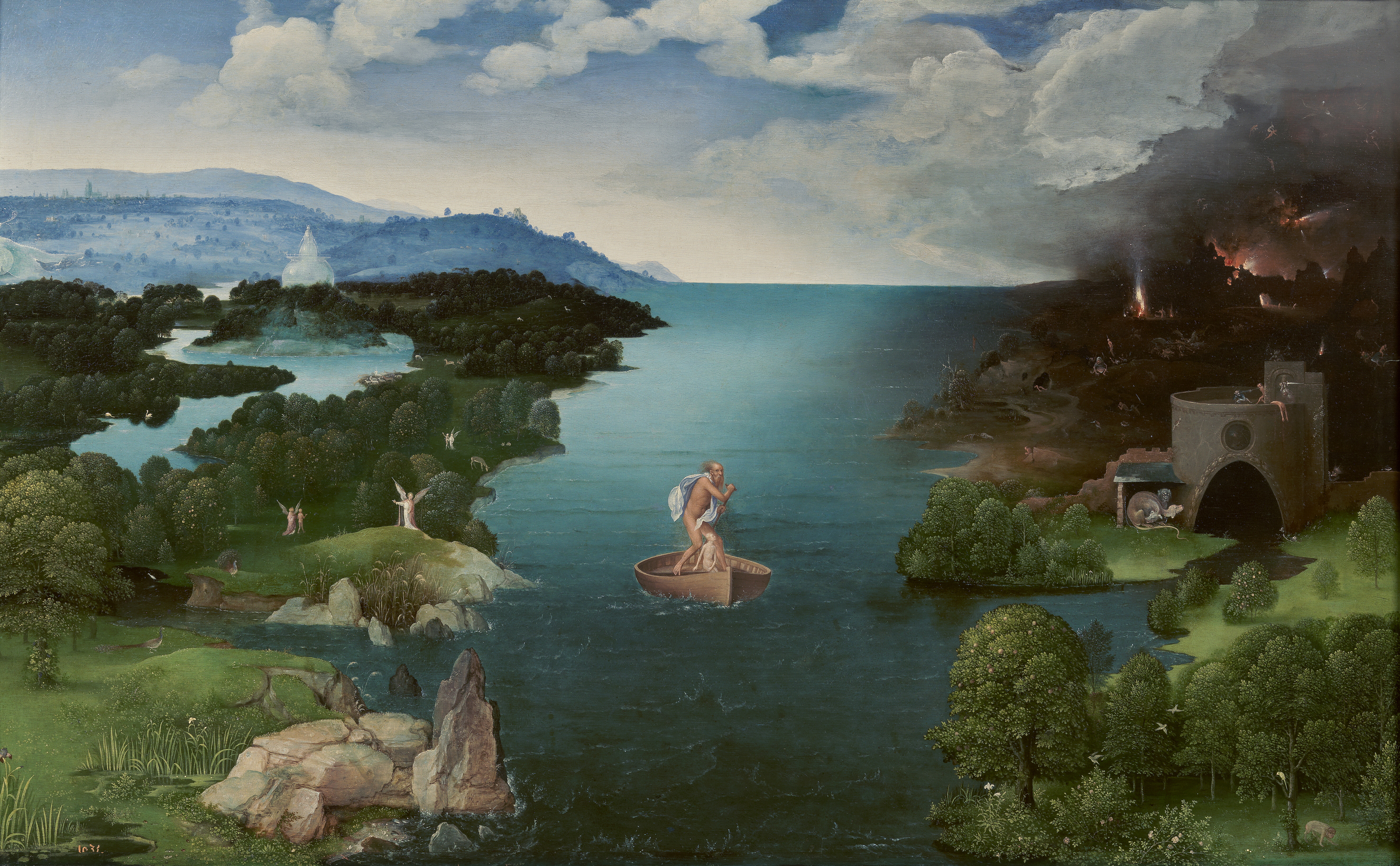
『ステュクス川を渡るカロンのいる風景』、パネルに油彩、プラド美術館（1515年 - 1524年）

### 概要
『ステュクス川を渡るカロンのいる風景』は、冥府の大河ステュクスとその渡し守カロンを描いたプラド美術館所蔵の絵画である。ギリシア神話中の古典的な題材を扱ったもので、古代ローマの詩人ウェルギリウスの叙事詩『アエネイス（第6巻369行）』やダンテの叙事詩『神曲』の「地獄編（第3巻78行）」と関連が深い。渡し舟に乗っている大きな人物が「死者の魂をハデスの門へと運ぶ」カロンで、小さすぎて表情がよく分からないもう一人が死者の魂で、船の進行方向に向かって右の天国か、あるいは左の地獄へ連れて行かれる場面を描いている。上から下へと流れる、地下の冥府最下層を流れる4本の川の一つステュクス川が画面を左右に分割している。分割された画面左側には天国の泉が描かれ、レテ川」から流れる温水が天国を巡り、「レテ川の水には過去を全て忘れ、永遠の若さを保障する力がある」とされている。画面右側にはパティニールの考える地獄が描かれ、これはヒエロニムス・ボスから大きな影響を受けている。右へ流れる川の先にはハデスの門が描かれ、「地獄へのハデスの門のひとつはペロポネソス半島の南端にあり、その入口はマタパン岬に見ることができる」という古代ギリシアの作家パウサニアスの著作を翻案している。ハデスの門の横には地獄の番犬で3つの首を持つケルベロスが描かれ、ハデスの門をくぐるすべての死者の魂をおびえさせている。左の川岸には手招きをして、天国への道を指し示している天使がいるが、渡し舟の死者の魂はそれを無視して地獄のほうを見つめている。

### 構成と色使い
パティニールはマニエリスム様式の典型ともいえる三色、画面前景は茶色、背景は青みがかった緑色と白に近い青色を使って、この「世界の風景 Weltlandschaft」を描いている。パティニールが普及させたと認識されているこの手法は、風景画に広大な奥行きと、鳥瞰図的な視点をもたらした。さらに選択されている色は効果的に天国と地獄、善と悪を描き分けている。画面左の天国は明るい青色の空、クリスタルのような青い川、輝く泉、草に覆われた緑の丘には天使が描かれている。一方画面右奥には暗い空が地獄を取り巻き、ハデスの門の上では罪人がつるされて、丘では炎が燃えさかっている。
画面前景は、天国の茶色い岩と地獄の茶色い樹木で構成されている。画面中景は川と緑色と青色で彩られた草が茂る小島が描かれて、水平線で区切られた画面背景は雲が点在する青白い空と、やや暗い青色の川とに塗り分けられている。

### この絵画の意義
『ステュクス川を渡るカロンのいる風景』は、北方ルネサンス風の絵画でもあり、初期マニエリスムの絵画でもある。16世紀は一地方の伝統的絵画と諸外国からの絵画の影響が融合し、ドイツやネーデルラントで新しい絵画が成立した時代だった。パティニールはじめ多くの画家たちがイタリアへ旅し、絵画技法、特に自然を絵画に表現する技法について新しい着想を得た。パティニールの描く宗教的な絵画は、ヒエロニムス・ボスから受けた伝統的な北方絵画の影響と、緻密な自然観察に基づく美しい風景画とが一つになった作品へと変化していったのである。